# 캐머런 보이스
캐머런 보이스(Cameron Boyce, 1999년 5월 28일 ~ 2019년 7월 6일)는 미국의 배우이다. 사망의 원인은 뇌전증인 것으로 밝혀졌다.

## 출연 작품
- 런트(2020)
- 디센던츠 3 (2019)
- 디센던츠 2 (2017)
- 디센던츠 (2015)
- 돌핀 테일 2 (2014)
- 제시 (2011)
- 주디 무디 앤 더 낫 버머 서머 (2011)
- 그로운 업스 (2010)
- 이글 아이 (2008)
- 미러 (2008)